# コパ・デル・レイ2017-2018
コパ・デル・レイ2017-2018 (2017–18 Copa del Rey)は、2017年8月30日から2018年4月21日の期間に開催された、通算116回目のコパ・デル・レイである。バルセロナが4大会連続30回目の優勝を果たした。

## 参加クラブ
以下の83クラブが参加する。
| プリメーラ・ディビシオン (20クラブ) リーガ・エスパニョーラ2016-2017所属全クラブが出場 | セグンダ・ディビシオン (21クラブ) セグンダ・ディビシオン2016-2017でリザーブチームを除く全クラブが出場 | セグンダ・ディビシオンB (24クラブ) セグンダ・ディビシオンB2016-2017のリザーブチームを除き、各グループにおける上位5クラブとグループ問わず最も勝ち点の多かった4クラブ出場 | テルセーラ・ディビシオン (18クラブ) テルセーラ・ディビシオン2016-2017の各グループで優勝したクラブ(優勝がリザーブチームの場合は準優勝クラブ)が出場 |
| - レアル・マドリード - バルセロナ - アトレティコ・マドリード - セビージャ - ビジャレアル - レアル・ソシエダ - アスレティック・ビルバオ - エスパニョール - アラベス - エイバル - マラガ - バレンシア - セルタ・ビーゴ - ラス・パルマス - ベティス - デポルティーボ・ラ・コルーニャ - レガネス - スポルティング・デ・ヒホン (Ⅱ) - オサスナ (Ⅱ) - グラナダ (Ⅱ) | - レバンテ (Ⅰ) - ジローナ (Ⅰ) - ヘタフェ (Ⅰ) - テネリフェ - カディス - ウエスカ - バリャドリード - オビエド - ルーゴ - コルドバ - レウス - ラージョ・バジェカーノ - ジムナスティック - アルメリア - サラゴサ - ヌマンシア - アルコルコン - UCAMムルシア (Ⅲ) - マジョルカ (Ⅲ) - エルチェ (Ⅲ) - ミランデス (Ⅲ) | - グループ1 クルトゥラル・レオネサ (Ⅱ) ラシン・サンタンデール ポンテベドラ ポンフェラディーナ ラシン・フェロル - グループ2 アルバセテ (Ⅱ) トレド フエンラブラダ ラーヨ・マハダオンダ レイオア ログロニェス レアル・ウニオン - グループ3 アルコヤーノ アトレティコ・バレアレス バダロナ エルクレス レイオア リェイダ・エスポルティウ - グループ4 ロルカFC (Ⅱ) ムルシア ビジャノベンセ カルタヘナ メリダ メリリャ マルベジャ | - ラピド・デ・ボウサス (Ⅲ) - オロト (Ⅲ) - ウニオン・アダルベ (Ⅲ) - ヒムナスティカ・セゴビアナ (Ⅲ) - フォルメンテラ (Ⅲ) - ロルカ・デポルティーバ (Ⅲ) - ペーニャ・スポルト (Ⅲ) - タラベラ・デ・ラ・レイナ (Ⅲ) - アビレス - ヒムナスティカ・トーレラベガ - ドゥランゴ - オリンピク - アンテケラ - アルコス - サン・フェルナンド - カセレーニョ - カラオラ - タラソナ |
| 括弧内のローマ数字は2017-18シーズンの所属ディビジョン (Ⅰ：プリメーラ・ディビシオン、Ⅱ：セグンダ・ディビシオン、Ⅲ：セグンダ・ディビシオンB) | | | |

## 日程
| 試合       | 組み合わせ抽選会 | 開催日                | 開催日                | 備考                                                                                               |
| 試合       | 組み合わせ抽選会 | 第1戦                 | 第2戦                 | 備考                                                                                               |
| ---------- | ---------------- | --------------------- | --------------------- | -------------------------------------------------------------------------------------------------- |
| 1回戦      | 2017年7月28日    | 2017年8月30日-9月6日  | 2017年8月30日-9月6日  | 新しいエントリ：セグンダB (3部)24チーム、テルセーラ (4部)18チーム参加 免除：セグンダB在籍の7チーム |
| 2回戦      | 2017年7月28日    | 2017年9月5日-9月7日   | 2017年9月5日-9月7日   | 新しいエントリ：セグンダ (2部)20チーム参加 免除：セグンダB在籍の1チーム                            |
| 3回戦      | 2017年9月8日     | 2017年9月19日-9月21日 | 2017年9月19日-9月21日 | 免除：1・2回戦で免除されなかったセグンダB・テルセーラ所属の1チーム                                 |
| ラウンド32 | 2017年9月28日    | 2017年10月24-26日     | 2017年11月28-30日     | 新しいエントリ：プリメーラ (1部)20チーム参加                                                       |
| ラウンド16 | 2017年12月5日    | 2018年1月3-4日        | 2018年1月9-11日       | |
| 準々決勝   | 2017年12月5日    | 2018年1月17-18日      | 2018年1月23-25日      | |
| 準決勝     | 2018年1月26日    | 2018年1月31日-2月1日  | 2018年2月7-8日        | |
| 決勝       | 2018年1月26日    | 2018年4月21日         | 2018年4月21日         | |

## 1回戦
組み合わせ抽選会は、2017年7月28日に行われた。このラウンドからは、セグンダB (3部)の18クラブ、テルセーラ (4部)の全18クラブの合計36クラブが参加する。チーム名横の括弧内の数字は2017-18シーズンの所属ディビジョンを表す (2回戦以降も同様)。
- アトレティコ・バレアレス、ラシン・フェロル、エルクレス、マジョルカ、アルコヤーノ、フエンラブラダ、メリダの7チームが1回戦を免除になり、2回戦進出を決めた。

| チーム #1                        | スコア                 | チーム #2                               | レポート |
| -------------------------------- | ---------------------- | --------------------------------------- | -------- |
| 2017年8月30日                    |                        |                                         |          |
| カラオラ (4)                     | 1 - 0                  | レアル・ウニオン (3) \|\|レポート       |          |
| ペーニャ・スポルト (3)           | 1 - 2                  | ミランデス (3) \|\|レポート             |          |
| バダロナ (3)                     | 2 - 2 (延長) (1-3 (p)) | エルチェ (3) \|\|レポート               |          |
| ヒムナスティカ・セゴビアナ (3)   | 2 - 0                  | ポンテベドラ (3) \|\|レポート           |          |
| レイオア (3)                     | 2 - 1                  | ラシン・サンタンデール (3) \|\|レポート |          |
| ヒムナスティカ・トーレラベガ (4) | 0 - 3                  | ドゥランゴ (4) \|\|レポート             |          |
| ポンフェラディーナ (3)           | 2 - 0                  | ラピド・デ・ボウサス (3) \|\|レポート   |          |
| ログロニェス (3)                 | 4 - 0                  | アビレス (4) \|\|レポート               |          |
| オリンピク (4)                   | 1 - 1 (延長) (4-5 (p)) | オロト (3) \|\|レポート                 |          |
| ムルシア (3)                     | 3 - 1                  | カセレーニョ (4) \|\|レポート           |          |
| リェイダ・エスポルティウ (3)     | 1 - 0                  | メリリャ (3) \|\|レポート               |          |
| ラーヨ・マハダオンダ (3)         | 0 - 1                  | ウニオン・アダルベ (3) \|\|レポート     |          |
| アンテケラ (4)                   | 2 - 0                  | アルコス (4) \|\|レポート               |          |
| ロルカ・デポルティーバ (3)       | 3 - 1                  | ビジャノベンセ (3) \|\|レポート         |          |
| サン・フェルナンド (4)           | 1 - 2 (延長)           | マルベジャ (3) \|\|レポート             |          |
| カルタヘナ (3)                   | 2 - 1 (延長)           | UCAMムルシア (3) \|\|レポート           |          |
| 2017年8月31日                    |                        |                                         |          |
| タラベラ・デ・ラ・レイナ (4)     | 1 - 0                  | トレド (3) \|\|レポート                 |          |
| 2017年9月6日                     |                        |                                         |          |
| フォルメンテラ (3)               | 1 - 1 (延長) (5-4 (p)) | タラソナ (4) \|\|レポート               |          |

## 2回戦
組み合わせ抽選会は、2017年7月28日に行われた。このラウンドからは、セグンダ (2部)の20クラブが新たに参加する。
- フォルメンテラが2回戦を免除になり、3回戦進出を決めた。

| チーム #1                    | スコア                 | チーム #2                                   | レポート |
| ---------------------------- | ---------------------- | ------------------------------------------- | -------- |
| 2017年9月5日                 |                        |                                             |          |
| ジムナスティック (2)         | 1 - 1 (延長) (1-3 (p)) | ルーゴ (2) \|\|レポート                     |          |
| カディス (2)                 | 1 - 0                  | アルメリア (2) \|\|レポート                 |          |
| 2017年9月6日                 |                        |                                             |          |
| オロト (3)                   | 1 - 0 (延長)           | アルコヤーノ (3) \|\|レポート               |          |
| マルベジャ (3)               | 1 - 2                  | ヒムナスティカ・セゴビアナ (3) \|\|レポート |          |
| レウス (2)                   | 0 - 1                  | スポルティング・デ・ヒホン (2) \|\|レポート |          |
| ロルカFC (2)                 | 2 - 4                  | コルドバ (2) \|\|レポート                   |          |
| オビエド (2)                 | 0 - 1                  | ヌマンシア (3) \|\|レポート                 |          |
| マジョルカ (3)               | 0 - 0 (延長) (3-4 (p)) | リェイダ・エスポルティウ (3) \|\|レポート   |          |
| フエンラブラダ (3)           | 2 - 0                  | メリダ (3) \|\|レポート                     |          |
| ポンフェラディーナ (3)       | 1 - 0                  | アトレティコ・バレアレス (4) \|\|レポート   |          |
| カラオラ (4)                 | 2 - 0 (延長)           | レイオア (3) \|\|レポート                   |          |
| ログロニェス (3)             | 0 - 0 (延長) (8-7 (p)) | ウニオン・アダルベ (3) \|\|レポート         |          |
| エルチェ (3)                 | 3 - 2 (延長)           | ドゥランゴ (4) \|\|レポート                 |          |
| タラベラ・デ・ラ・レイナ (3) | 3 - 1                  | アンテケラ (4) \|\|レポート                 |          |
| カルタヘナ (3)               | 2 - 1                  | ミランデス (3) \|\|レポート                 |          |
| エルクレス (3)               | 2 - 1 (延長)           | ロルカ・デポルティーバ (3) \|\|レポート     |          |
| ウエスカ (2)                 | 0 - 2                  | バリャドリード (2) \|\|レポート             |          |
| ムルシア (3)                 | 4 - 1                  | ラシン・フェロル (3) \|\|レポート           |          |
| サラゴサ (2)                 | 3 - 0                  | グラナダ (2) \|\|レポート                   |          |
| ラージョ・バジェカーノ (2)   | 0 - 3                  | テネリフェ (2) \|\|レポート                 |          |
| 2017年9月7日                 |                        |                                             |          |
| アルコルコン (2)             | 2 - 4                  | クルトゥラル・レオネサ (2) \|\|レポート     |          |
| オサスナ (2)                 | 3 - 2 (延長)           | アルバセテ (2) \|\|レポート                 |          |

## 3回戦
組み合わせ抽選会は、2017年9月8日に行われた。
- リェイダ・エスポルティウが3回戦を免除になり、ラウンド32進出を決めた。

| チーム #1                      | スコア                 | チーム #2                           | レポート |
| ------------------------------ | ---------------------- | ----------------------------------- | -------- |
| 2017年9月19日                  |                        |                                     |          |
| スポルティング・デ・ヒホン (2) | 1 - 1 (延長) (1-3 (p)) | ヌマンシア (2) \|\|レポート         |          |
| 2017年9月20日                  |                        |                                     |          |
| フォルメンテラ (3)             | 4 - 3 (延長)           | ログロニェス (3) \|\|レポート       |          |
| コルドバ (2)                   | 1 - 4                  | テネリフェ (2) \|\|レポート         |          |
| ヒムナスティカ・セゴビアナ (3) | 0 - 1                  | ポンフェラディーナ (3) \|\|レポート |          |
| カラオラ (4)                   | 1 - 3                  | フエンラブラダ (3) \|\|レポート     |          |
| タラベラ・デ・ラ・レイナ (3)   | 0 - 1 (延長)           | カルタヘナ (3) \|\|レポート         |          |
| エルクレス (3)                 | 0 - 1                  | エルチェ (3) \|\|レポート           |          |
| カディス (2)                   | 1 - 0                  | オサスナ (2) \|\|レポート           |          |
| ムルシア (3)                   | 3 - 1                  | オロト (3) \|\|レポート             |          |
| クルトゥラル・レオネサ (2)     | 0 - 4                  | バリャドリード (2) \|\|レポート     |          |
| 2017年9月21日                  |                        |                                     |          |
| サラゴサ (2)                   | 1 - 0                  | ルーゴ (2) \|\|レポート             |          |

## ラウンド32
組み合わせ抽選会は2017年9月28日に行われた。第1戦は2017年10月24-26日、第2戦は11月28日-30日に開催された。
| チーム #1                          | 合計      | チーム #2                    | 第1戦 | 第2戦 |
| ---------------------------------- | --------- | ---------------------------- | ----- | ----- |
| カルタヘナ (3)                     | 0 - 7     | セビージャ (1)               | 0 - 3 | 0 - 4 |
| エルチェ (3)                       | 1 - 4     | アトレティコ・マドリード (1) | 1 - 1 | 0 - 3 |
| ムルシア (3)                       | 0 - 8     | バルセロナ (1)               | 0 - 3 | 0 - 5 |
| フエンラブラダ (3)                 | 2 - 4     | レアル・マドリード (1)       | 0 - 2 | 2 - 2 |
| フォルメンテラ (3)                 | 2 - 1     | アスレティック・ビルバオ (1) | 1 - 1 | 1 - 0 |
| リェイダ・エスポルティウ (3)       | 3 - 3 (a) | レアル・ソシエダ (1)         | 0 - 1 | 3 - 2 |
| ポンフェラディーナ (3)             | 1 - 3     | ビジャレアル (1)             | 1 - 0 | 0 - 3 |
| サラゴサ (2)                       | 1 - 6     | バレンシア (1)               | 0 - 2 | 1 - 4 |
| ヌマンシア (2)                     | 3 - 2     | マラガ (1)                   | 2 - 1 | 1 - 1 |
| バリャドリード (2)                 | 1 - 3     | レガネス (1)                 | 1 - 2 | 0 - 1 |
| カディス (2)                       | 6 - 5     | ベティス (1)                 | 1 - 2 | 5 - 3 |
| テネリフェ (2)                     | 2 - 3     | エスパニョール (1)           | 0 - 0 | 2 - 3 |
| ヘタフェ (1)                       | 0 - 4     | アラベス (1)                 | 0 - 1 | 0 - 3 |
| デポルティーボ・ラ・コルーニャ (1) | 4 - 6     | ラス・パルマス (1)           | 1 - 4 | 3 - 2 |
| ジローナ (1)                       | 1 - 3     | レバンテ (1)                 | 0 - 2 | 1 - 1 |
| エイバル (1)                       | 1 - 3     | セルタ・ビーゴ (1)           | 1 - 2 | 0 - 1 |

### 第一戦
| 2017年10月24日 | カルタヘナ (3) | 0 - 3    | セビージャ (1)                              | カルタヘナ                                                                                  |  |
| 19:30          |                | レポート | サラビア 25分 · コレア 35分 · ムリエル 51分 | 競技場: エスタディオ・カルタゴノバ 観客数: 7,750人 主審: ダニエル・トゥルヒージョ・スアレス |  |

| 2017年10月24日 | ヌマンシア (2)                    | 2 - 1    | マラガ (1)  | ソリア |  |
| 19:30          | ナチョ 90+3分 · エスカッシ 90+5分 | レポート | レシオ 21分 | 競技場: ヌエボ・エスタディオ・ロス・パハリートス 観客数: 3,403人 主審: アルフォンソ・アルバレス・イスキエルド |  |

| 2017年10月24日 | サラゴサ (2) | 0 - 2    | バレンシア (1)                       | サラゴサ                                                                                   |  |
| 20:30          |              | レポート | ロドリゴ 81分 · パレホ 90+1分 (pen.) | 競技場: エスタディオ・デ・ラ・ロマレーダ 観客数: 16,174人 主審: ダビド・メディエ・ヒメネス |  |

| 2017年10月24日 | ヘタフェ (1) | 0 - 1    | アラベス (1)  | ヘタフェ                                                                                          |  |
| 20:30          |              | レポート | サントス 87分 | 競技場: コリセウム・アルフォンソ・ペレス 観客数: 7,731人 主審: ダビド・フェルナンデス・ボルバラン |  |

| 2017年10月24日 | ムルシア (3) | 0 - 3    | バルセロナ (1)                                        | ムルシア                                                                                     |  |
| 21:30          |              | レポート | アルカセル 44分 · デウロフェウ 52分 · アルナイス 56分 | 競技場: エスタディオ・ヌエバ・コンドミーナ 観客数: 16,127人 主審: ホセ・ムヌエラ・モンテーロ |  |

| 2017年10月24日 | カディス (2)    | 1 - 2    | ベティス (1)     | カディス                                                                                         |  |
| 21:30          | アレックス 21分 | レポート | レオン 6分, 54分 | 競技場: エスタディオ・ラモン・デ・カランサ 観客数: 14,977人 主審: ハビエル・アルベローラ・ロハス |  |

| 2017年10月25日 | フォルメンテラ (3) | 1 - 1    | アスレティック・ビルバオ (1) | フォルメンテラ                                                                                            |  |
| 19:00          | リニャン 60分      | レポート | ガルシア 63分                | 競技場: エスタディオ・ムニシパル・デ・フォルメンテラ 観客数: 2,376人 主審: パブロ・ゴンサレス・フエルテス |  |

| 2017年10月25日 | ポンフェラディーナ (3) | 1 - 0    | ビジャレアル (1) | ポンフェラーダ                                                                    |  |
| 20:30          | チドンチャ 37分        | レポート |                  | 競技場: エスタディオ・エル・トラリン 観客数: 2,776人 主審: マリオ・メレロ・ロペス |  |

| 2017年10月25日 | バリャドリード (2) | 1 - 2    | レガネス (1)              | バリャドリッド                                                                        |  |
| 20:30          | コタン 52分        | レポート | リコ 46分 · ボーヴュ 88分 | 競技場: エスタディオ・ホセ・ソリージャ 観客数: 7,289人 主審: ヘスス・ヒル・マンサーノ |  |

| 2017年10月25日 | エルチェ (3)     | 1 - 1    | アトレティコ・マドリード (1) | エルチェ                                                                                             |  |
| 21:30          | ロロ 52分 (pen.) | レポート | トーマス 17分                | 競技場: エスタディオ・マヌエル・マルティネス・バレーロ 観客数: 15,080人 主審: ハビエル・エストラーダ |  |

| 2017年10月25日 | エイバル (1)  | 1 - 2    | セルタ・ビーゴ (1)               | エイバル |  |
| 21:30          | エンリク 18分 | レポート | カブラル 4分 · グイデッティ 44分 | 競技場: エスタディオ・ムニシパル・デ・イプルーア 観客数: 3,432人 主審: アルベルト・ウンディアーノ・マジェンコ |  |

| 2017年10月26日 | リェイダ・エスポルティウ (3) | 0 - 1    | レアル・ソシエダ (1) | リェイダ                                                                                    |  |
| 19:30          |                              | レポート | カナレス 32分        | 競技場: カンプ・デスポルツ・デ・リェイダ 観客数: 9,872人 主審: サンティアゴ・ハイメ・ラトレ |  |

| 2017年10月26日 | デポルティーボ・ラ・コルーニャ (1) | 1 - 4    | ラス・パルマス (1)                 | ア・コルーニャ                                                                         |  |
| 20:30          | ルーカス 59分                      | レポート | モモ 8分, 16分 · カレリ 81分, 90分 | 競技場: エスタディオ・デ・リアソール 観客数: 26,735人 主審: アントニオ・マテウ・ラオス |  |

| 2017年10月26日 | ジローナ (1) | 0 - 2    | レバンテ (1)                    | ジローナ                                                                              |  |
| 20:30          |              | レポート | ボアテング 40分 · ドゥクレ 62分 | 競技場: エスタディ・モンティリビ 観客数: 6,446人 主審: ホセ・サンチェス・マルティネス |  |

| 2017年10月26日 | フエンラブラダ (3) | 0 - 2    | レアル・マドリード (1)                        | フエンラブラダ                                                                              |  |
| 21:30          |                    | レポート | アセンシオ 63分 (pen.) · バスケス 80分 (pen.) | 競技場: エスタディオ・フェルナンド・トーレス 観客数: 7,200人 主審: イグナシオ・ビジャヌエバ |  |

| 2017年10月26日 | テネリフェ (2) | 0 - 0    | エスパニョール (1) | サンタ・クルス・デ・テネリフェ                                                                           |  |
| 21:30          |                | レポート |                    | 競技場: エスタディオ・エリオドロ・ロドリゲス・ロペス 観客数: 13,925人 主審: ホセ・ゴンサレス・ゴンサレス |  |

### 第二戦
| 2017年11月28日 | マラガ (1)      | 1 - 1 (2戦合計 2 - 3) | ヌマンシア (2)    | マラガ                                                                                     |  |
| 19:30          | アドリアン 18分 | レポート              | エルヘサバル 53分 | 競技場: エスタディオ・ラ・ロサレーダ 観客数: 13,326人 主審: ホセ・サンチェス・マルティネス |  |

二試合合計スコア 3 - 2でヌマンシアがラウンド16進出
| 2017年11月28日 | レガネス (1) | 1 - 0 (2戦合計 3 - 1) | バリャドリード (2) | レガネス                                                                                        |  |
| 19:30          | ティト 34分  | レポート              |                    | 競技場: エスタディオ・ムニシパル・デ・ブタルケ 観客数: 5,732人 主審: ホセ・ムヌエラ・モンテーロ |  |

二試合合計スコア 1 - 3でレガネスがラウンド16進出
| 2017年11月28日 | レアル・マドリード (1) | 2 - 2 (2戦合計 4 - 2) | フエンラブラダ (3)                | マドリード                                                                                           |  |
| 21:30          | マジョラル 62分, 70分  | レポート              | ミジャ 25分 · ポルティージャ 89分 | 競技場: エスタディオ・サンティアゴ・ベルナベウ 観客数: 49,638人 主審: パブロ・ゴンサレス・フエルテス |  |

二試合合計スコア 2 - 4でレアル・マドリードがラウンド16進出
| 2017年11月28日 | レバンテ (1)  | 1 - 1 (2戦合計 3 - 1) | ジローナ (1) | バレンシア                                                                                                |  |
| 21:30          | モラレス 75分 | レポート              | モヒカ 33分  | 競技場: エスタディオ・シウダ・デ・バレンシア 観客数: 6,858人 主審: アルベルト・ウンディアーノ・マジェンコ |  |

二試合合計スコア 1 - 3でレバンテがラウンド16進出
| 2017年11月28日 | セルタ・ビーゴ (1)   | 1 - 0 (2戦合計 3 - 1) | エイバル (1) | ビーゴ                                                                                          |  |
| 21:30          | アスパス 90分 (pen.) | レポート              |              | 競技場: エスタディオ・ムニシパル・デ・バライードス 観客数: 8,286人 主審: ハビエル・エストラーダ |  |

二試合合計スコア 1 - 3でセルタ・ビーゴがラウンド16進出
| 2017年11月29日 | セビージャ (1)                                      | 4 - 0 (2戦合計 7 - 0) | カルタヘナ (3) | セビリア |  |
| 19:30          | ベン・イェデル 3分, 6分 · ガンソ 42分 · コレア 66分 | レポート              |                | 競技場: エスタディオ・ラモン・サンチェス・ピスフアン 観客数: 11,678人 主審: アレハンドロ・エルナンデス・エルナンデス |  |

二試合合計スコア 0 - 7でセビージャがラウンド16進出
| 2017年11月29日 | バルセロナ (1)                                                                 | 5 - 0 (2戦合計 8 - 0) | ムルシア (3) | バルセロナ                                                                 |  |
| 19:30          | アルカセル 16分 · ピケ 56分 · ビダル 60分 · D・スアレス 74分 · アルナイス 79分 | レポート              |              | 競技場: カンプ・ノウ 観客数: 68,775人 主審: ハビエル・アルベローラ・ロハス |  |

二試合合計スコア 0 - 8でバルセロナがラウンド16進出
| 2017年11月29日 | レアル・ソシエダ (1)            | 2 - 3 (2戦合計 3 - 3 (a) | リェイダ・エスポルティウ (3)                                 | サン・セバスティアン                                                                |  |
| 19:30          | ジョレンテ 24分 · フアンミ 34分 | レポート                 | ヌニェス 56分 · モリーナ 59分 (pen.) · ラドゥロヴィッチ 87分 | 競技場: エスタディオ・アノエタ 観客数: 8,819人 主審: フアン・マルティネス・ムヌエラ |  |

二試合合計スコア 3 - 3、アウェーゴール差でリュイダ・エスポルティウがラウンド16進出
| 2017年11月29日 | アトレティコ・マドリード (1)        | 3 - 0 (2戦合計 4 - 1) | エルチェ (3) | マドリード                                                                         |  |
| 21:30          | ヒメネス 31分 · トーレス 33分, 68分 | レポート              |              | 競技場: ワンダ・メトロポリターノ 観客数: 46,723人 主審: ダビド・メディエ・ヒメネス |  |

二試合合計スコア 1 - 4でアトレティコ・マドリードがラウンド16進出
| 2017年11月29日 | アスレティック・ビルバオ (1) | 0 - 1 (2戦合計 1 - 2) | フォルメンテラ (3) | ビルバオ                                                                       |  |
| 21:30          |                              | レポート              | ムニス 90+6分      | 競技場: エスタディオ・サン・マメス 観客数: 14,294人 主審: カルロス・デル・セロ |  |

二試合合計スコア 2 - 1でフォルメンテラがラウンド16進出
| 2017年11月29日 | ラス・パルマス (1)          | 2 - 3 (2戦合計 6 - 4) | デポルティーボ・ラ・コルーニャ (1) | ラス・パルマス・デ・グラン・カナリア                                                            |  |
| 21:30          | トレド 58分 · レミー 90+4分 | レポート              | チョラク 42分 · バジェ 53分, 80分  | 競技場: エスタディオ・グラン・カナリア 観客数: 7,558人 主審: リカルド・ブルゴス・ベンゴエチェア |  |

二試合合計スコア 4 - 6でラス・パルマスがラウンド16進出
| 2017年11月30日 | アラベス (1)                       | 3 - 0 (2戦合計 4 - 0) | ヘタフェ (1) | ビトリア＝ガステイス                                                                          |  |
| 19:00          | ムニル 3分, 69分 · ボージャン 31分 | レポート              |              | 競技場: エスタディオ・デ・メンディソローサ 観客数: 9,128人 主審: ホセ・ゴンサレス・ゴンサレス |  |

二試合合計スコア 0 - 4でアラベスがラウンド16進出
| 2017年11月30日 | ビジャレアル (1)                  | 3 - 0 (2戦合計 3 - 1) | ポンフェラディーナ (3) | ヴィラ＝レアル                                                                             |  |
| 19:30          | バカンブ 47分, 62分 · バッカ 64分 | レポート              |                        | 競技場: エスタディオ・デ・ラ・セラミカ 観客数: 10,591人 主審: サンティアゴ・ハイメ・ラトレ |  |

二試合合計スコア 1 - 3でビジャレアルがラウンド16進出
| 2017年11月30日 | エスパニョール (1)                                       | 3 - 2 (2戦合計 3 - 2) | テネリフェ (2)                          | クルナリャー・ダ・リュブラガート                                                              |  |
| 19:30          | ジェラール 36分 (pen.) · グラネロ 57分 · ガルシア 90+1分 | レポート              | アコスタ 10分 · フアン・カルロス 90+4分 | 競技場: エスタディ・コルネリャ＝エル・プラット 観客数: 8,130人 主審: イグナシオ・ビジャヌエバ |  |

二試合合計スコア 2 - 3でエスパニョールがラウンド16進出
| 2017年11月30日 | バレンシア (1)                                  | 4 - 1 (2戦合計 6 - 1) | サラゴサ (2) | バレンシア                                                                           |  |
| 21:30          | ミナ 28分, 59分 · イバニェス 68分 · ヴェソ 86分 | レポート              | ポンボ 87分  | 競技場: エスタディオ・デ・メスタージャ 観客数: 26,311人 主審: マリオ・メレロ・ロペス |  |

二試合合計スコア 1 - 6でバレンシアがラウンド16進出
| 2017年11月30日 | ベティス (1)                       | 3 - 5 (2戦合計 5 - 6) | カディス (2)                                                                  | セビリア                                                                                               |  |
| 21:30          | ブデブズ 8分 · テージョ 24分, 64分 | レポート              | バラル 3分 · ロメラ 18分, 41分 · ガルシア 41分 (pen.) · ケコイェヴィッチ 78分 | 競技場: エスタディオ・ベニート・ビジャマリン 観客数: 25,829人 主審: ダニエル・トゥルヒージョ・スアレス |  |

二試合合計スコア 6 - 5でカディスがラウンド16進出

## ラウンド16
組み合わせ抽選会は2017年12月5日に行われた。第1戦は2018年1月3-4日、第2戦は1月9-11日に開催される。
| チーム #1                    | 合計      | チーム #2                    | 第1戦 | 第2戦 |
| ---------------------------- | --------- | ---------------------------- | ----- | ----- |
| フォルメンテラ (3)           | 1 - 5     | アラベス (1)                 | 1 - 3 | 0 - 2 |
| リェイダ・エスポルティウ (3) | 0 - 7     | アトレティコ・マドリード (1) | 0 - 4 | 0 - 3 |
| ヌマンシア (2)               | 2 - 5     | レアル・マドリード (1)       | 0 - 3 | 2 - 2 |
| セルタ・ビーゴ (1)           | 1 - 6     | バルセロナ (1)               | 1 - 1 | 0 - 5 |
| カディス (2)                 | 1 - 4     | セビージャ (1)               | 0 - 2 | 1 - 2 |
| レガネス (1)                 | 2 - 2 (a) | ビジャレアル (1)             | 1 - 0 | 1 - 2 |
| ラス・パルマス (1)           | 1 - 5     | バレンシア (1)               | 1 - 1 | 0 - 4 |
| エスパニョール (1)           | 3 - 2     | レバンテ (1)                 | 1 - 2 | 2 - 0 |

### 第一戦
| 2018年1月3日 | フォルメンテラ (3) | 1 - 3    | アラベス (1)                            | フォルメンテラ |  |
| 19:00        | ハビ・ロサ 57分    | レポート | デミロヴィッチ 36分, 65分 · ムニル 81分 | 競技場: エスタディオ・ムニシパル・デ・フォルメンテラ 観客数: 1,100人 主審: アレハンドロ・エルナンデス・エルナンデス |  |

| 2018年1月3日 | リェイダ・エスポルティウ (3) | 0 - 4    | アトレティコ・マドリード (1)                                      | リェイダ                                                                                           |  |
| 19:00        |                              | レポート | ゴディン 33分 · トーレス 37分 · コスタ 69分 · グリーズマン 90+2分 | 競技場: カンプ・デスポルツ・デ・リェイダ 観客数: 12,532人 主審: リカルド・ブルゴス・ベンゴエチェア |  |

| 2018年1月3日 | カディス (2) | 0 - 2    | セビージャ (1)             | カディス                                                                                     |  |
| 21:00        |              | レポート | ノリート 9分 · ナバス 23分 | 競技場: エスタディオ・ラモン・デ・カランサ 観客数: 17,692人 主審: アントニオ・マテウ・ラオス |  |

| 2018年1月3日 | ラス・パルマス (1) | 1 - 1    | バレンシア (1) | ラス・パルマス・デ・グラン・カナリア                                                                 |  |
| 21:00        | カレリ 36分        | レポート | ロドリゴ 85分  | 競技場: エスタディオ・グラン・カナリア 観客数: 16,685人 主審: アルベルト・ウンディアーノ・マジェンコ |  |

| 2018年1月4日 | セルタ・ビーゴ (1) | 1 - 1    | バルセロナ (1)  | ビーゴ                                                                                                   |  |
| 19:00        | シスト 31分        | レポート | アルナイス 15分 | 競技場: エスタディオ・ムニシパル・デ・バライードス 観客数: 21,338人 主審: フアン・マルティネス・ムヌエラ |  |

| 2018年1月4日 | レガネス (1)    | 1 - 0    | ビジャレアル (1) | レガネス                                                                                            |  |
| 19:00        | アムラバト 49分 | レポート |                  | 競技場: エスタディオ・ムニシパル・デ・ブタルケ 観客数: 9,173人 主審: ホセ・サンチェス・マルティネス |  |

| 2018年1月4日 | ヌマンシア (2) | 0 - 3    | レアル・マドリード (1)                                      | ソリア                                                                                        |  |
| 21:00        |                | レポート | ベイル 35分 (pen.) · イスコ 89分 (pen.) · マジョラル 90+1分 | 競技場: ヌエボ・エスタディオ・ロス・パハリートス 観客数: 8,787人 主審: ハビエル・エストラーダ |  |

| 2018年1月4日 | エスパニョール (1) | 1 - 2    | レバンテ (1)                     | クルナリャー・ダ・リュブラガート                                                                         |  |
| 21:00        | ジェラール 28分    | レポート | モラレス 38分 (pen.) · イビ 74分 | 競技場: エスタディ・コルネリャ＝エル・プラット 観客数: 12,602人 主審: ダビド・フェルナンデス・ボルバラン |  |

### 第二戦
| 2018年1月9日 | アトレティコ・マドリード (1)                  | 3 - 0 (2戦合計 7 - 0) | リェイダ・エスポルティウ (3) | マドリード                                                                             |  |
| 19:30        | カラスコ 57分 · ガメイロ 74分 · ビトーロ 81分 | レポート              |                              | 競技場: ワンダ・メトロポリターノ 観客数: 28,033人 主審: ハビエル・アルベローラ・ロハス |  |

二試合合計スコア 0 - 7でアトレティコ・マドリードが準々決勝進出
| 2018年1月9日 | バレンシア (1)                                    | 4 - 0 (2戦合計 5 - 1) | ラス・パルマス (1) | バレンシア                                                                         |  |
| 21:30        | ビエット 30分, 48分, 66分 · マクシモヴィッチ 54分 | レポート              |                    | 競技場: エスタディオ・デ・メスタージャ 観客数: 27,869人 主審: カルロス・デル・セロ |  |

二試合合計スコア 1 - 5でバレンシアが準々決勝進出
| 2018年1月10日 | アラベス (1)                          | 2 - 0 (2戦合計 5 - 1) | フォルメンテラ (3) | ビトリア＝ガステイス                                                                      |  |
| 19:30         | デミロヴィッチ 55分 · ペドラサ 90+1分 | レポート              |                    | 競技場: エスタディオ・デ・メンディソローサ 観客数: 8,467人 主審: イグナシオ・ビジャヌエバ |  |

二試合合計スコア 1 - 5でアラベスが準々決勝進出
| 2018年1月10日 | ビジャレアル (1)              | 2 - 1 (2戦合計 2 - 2 (a) | レガネス (1)      | ヴィラ＝レアル                                                                                       |  |
| 19:30         | ラバ 48分 · チェリシェフ 89分 | レポート                 | エル・ザール 31分 | 競技場: エスタディオ・デ・ラ・セラミカ 観客数: 12,122人 主審: アルフォンソ・アルバレス・イスキエルド |  |

二試合合計スコア 2 - 2、アウェーゴール差でレガネスが準々決勝進出
| 2018年1月10日 | レアル・マドリード (1) | 2 - 2 (2戦合計 5 - 2) | ヌマンシア (2)            | マドリード                                                                                       |  |
| 21:30         | バスケス 10分, 59分    | レポート              | フェルナンデス 45分, 82分 | 競技場: エスタディオ・サンティアゴ・ベルナベウ 観客数: 37,553人 主審: ホセ・ムヌエラ・モンテーロ |  |

二試合合計スコア 2 - 5でレアル・マドリードが準々決勝進出
| 2018年1月11日 | セビージャ (1)                    | 2 - 1 (2戦合計 4 - 1) | カディス (2)  | セビリア |  |
| 19:30         | ベン・イェデル 31分 · コレア 54分 | レポート              | ガルシア 86分 | 競技場: エスタディオ・ラモン・サンチェス・ピスフアン 観客数: 23,510人 主審: リカルド・ブルゴス・ベンゴエチェア |  |

二試合合計スコア 1 - 4でセビージャが準々決勝進出
| 2018年1月11日 | レバンテ (1) | 0 - 2 (2戦合計 2 - 3) | エスパニョール (1)          | バレンシア                                                                                  |  |
| 19:30         |              | レポート              | レオ 14分 · ジェラール 34分 | 競技場: エスタディオ・シウダ・デ・バレンシア 観客数: 9,978人 主審: ヘスス・ヒル・マンサーノ |  |

二試合合計スコア 3 - 2でエスパニョールが準々決勝進出
| 2018年1月11日 | バルセロナ (1)                                                         | 5 - 0 (2戦合計 6 - 1) | セルタ・ビーゴ (1) | バルセロナ                                                                           |  |
| 21:30         | メッシ 13分, 15分 · アルバ 28分 · L・スアレス 31分 · ラキティッチ 87分 | レポート              |                    | 競技場: カンプ・ノウ 観客数: 59,009人 主審: アレハンドロ・エルナンデス・エルナンデス |  |

二試合合計スコア 1 - 6でバルセロナが準々決勝進出

## 準々決勝
組み合わせ抽選会は2018年1月12日に行われた。第1戦は2018年1月17-18日、第2戦は1月23-25日に開催される。
| チーム #1                    | 合計            | チーム #2              | 第1戦 | 第2戦        |
| ---------------------------- | --------------- | ---------------------- | ----- | ------------ |
| レガネス (1)                 | 2 - 2 (a)       | レアル・マドリード (1) | 0 - 1 | 2 - 1        |
| エスパニョール (1)           | 1 - 2           | バルセロナ (1)         | 1 - 0 | 0 - 2        |
| アトレティコ・マドリード (1) | 2 - 5           | セビージャ (1)         | 1 - 2 | 1 - 3        |
| バレンシア (1)               | 3 - 3 (3-2 (p)) | アラベス (1)           | 2 - 1 | 1 - 2 (延長) |

### 第一戦
| 2018年1月17日 | アトレティコ・マドリード (1) | 1 - 2    | セビージャ (1)            | マドリード                                                                           |  |
| 19:00         | コスタ 73分                  | レポート | ナバス 80分 · コレア 88分 | 競技場: ワンダ・メトロポリターノ 観客数: 51,643人 主審: サンティアゴ・ハイメ・ラトレ |  |

| 2018年1月17日 | バレンシア (1)              | 2 - 1    | アラベス (1)  | バレンシア                                                                                 |  |
| 19:00         | ゲデス 73分 · ロドリゴ 82分 | レポート | ソブリノ 66分 | 競技場: エスタディオ・デ・メスタージャ 観客数: 31,338人 主審: ホセ・ゴンサレス・ゴンサレス |  |

| 2018年1月17日 | エスパニョール (1) | 1 - 0    | バルセロナ (1) | クルナリャー・ダ・リュブラガート                                                                         |  |
| 21:00         | メレンド 88分      | レポート |                | 競技場: エスタディ・コルネリャ＝エル・プラット 観客数: 23,323人 主審: リカルド・ブルゴス・ベンゴエチェア |  |

| 2018年1月18日 | レガネス (1) | 0 - 1    | レアル・マドリード (1) | レガネス                                                                                             |  |
| 21:30         |              | レポート | アセンシオ 89分        | 競技場: エスタディオ・ムニシパル・デ・ブタルケ 観客数: 11,327人 主審: ホセ・サンチェス・マルティネス |  |

### 第二戦
| 2018年1月23日 | セビージャ (1)                                      | 3 - 1 (2戦合計 5 - 2) | アトレティコ・マドリード (1) | セビリア                                                                                                   |  |
| 21:30         | エスクデロ 1分 · バネガ 48分 (pen.) · サラビア 79分 | レポート              | グリーズマン 13分            | 競技場: エスタディオ・ラモン・サンチェス・ピスフアン 観客数: 39,918人 主審: フアン・マルティネス・ムヌエラ |  |

二試合合計スコア 2 - 5でセビージャが準決勝進出
| 2018年1月24日                        | アラベス (1)                | 2 - 1 (延長) (2戦合計 3 - 3) (2 - 3 PK戦) | バレンシア (1) | ビトリア＝ガステイス                                                                                     |  |
| 19:30                                | ムニル 73分 · ソブリノ 86分 | レポート                                  | ミナ 77分      | 競技場: エスタディオ・デ・メンディソローサ 観客数: 19,127人 主審: アルフォンソ・アルバレス・イスキエルド |  |
|                                      |                             | PK戦                                      |                | |  |
| ピナ ペドラサ ペレス ムニル ソブリノ |                             | ロドリゴ ミナ コンドグビア ガヤ           |                | |  |

二試合合計スコア 3 - 3、PK戦 3 - 2でバレンシアが準決勝進出
| 2018年1月24日 | レアル・マドリード (1) | 1 - 2 (2戦合計 2 - 2 (a) | レガネス (1)                  | マドリード                                                                                     |  |
| 21:30         | ベンゼマ 47分          | レポート                 | エラソ 31分 · ガブリエル 55分 | 競技場: エスタディオ・サンティアゴ・ベルナベウ 観客数: 46,409人 主審: ヘスス・ヒル・マンサーノ |  |

二試合合計スコア 2 - 2、アウェーゴール差でレガネスが準決勝進出
| 2018年1月25日 | バルセロナ (1)                | 2 - 0 (2戦合計 2 - 1) | エスパニョール (1) | バルセロナ                                                             |  |
| 21:30         | L・スアレス 9分 · メッシ 25分 | レポート              |                    | 競技場: カンプ・ノウ 観客数: 79,774人 主審: アントニオ・マテウ・ラオス |  |

二試合合計スコア 1 - 2でバルセロナが準決勝進出

## 準決勝
組み合わせ抽選会は2018年1月26日に行われた。第1戦は2018年1月31日-2月1日、第2戦は2月7-8日に開催される。
| チーム #1      | 合計  | チーム #2      | 第1戦 | 第2戦 |
| -------------- | ----- | -------------- | ----- | ----- |
| バルセロナ (1) | 3 - 0 | バレンシア (1) | 1 - 0 | 2 - 0 |
| レガネス (1)   | 1 - 3 | セビージャ (1) | 1 - 1 | 0 - 2 |

### 第一戦
| 2018年1月31日 | レガネス (1)    | 1 - 1    | セビージャ (1) | レガネス                                                                                           |  |
| 21:30         | シオヴァス 56分 | レポート | ムリエル 21分  | 競技場: エスタディオ・ムニシパル・デ・ブタルケ 観客数: 11,454人 主審: ホセ・ゴンサレス・ゴンサレス |  |

| 2018年2月1日 | バルセロナ (1)   | 1 - 0    | バレンシア (1) | バルセロナ                                                                 |  |
| 21:30        | L・スアレス 67分 | レポート |                | 競技場: カンプ・ノウ 観客数: 50,959人 主審: ホセ・サンチェス・マルティネス |  |

### 第二戦
| 2018年2月7日 | セビージャ (1)              | 2 - 0 (2戦合計 3 - 1) | レガネス (1) | セビリア                                                                                           |  |
| 21:30        | コレア 15分 · バスケス 89分 | レポート              |              | 競技場: エスタディオ・ラモン・サンチェス・ピスフアン 観客数: 39,705人 主審: ハビエル・エストラーダ |  |

二試合合計スコア 1 - 3でセビージャが決勝進出
| 2018年2月8日 | バレンシア (1) | 0 - 2 (2戦合計 0 - 3) | バルセロナ (1)                        | バレンシア                                                                                           |  |
| 21:30        |                | レポート              | コウチーニョ 49分 · ラキティッチ 82分 | 競技場: エスタディオ・デ・メスタージャ 観客数: 43,355人 主審: アルベルト・ウンディアーノ・マジェンコ |  |

二試合合計スコア 3 - 0でバルセロナが決勝進出

## 決勝
| 2018年4月21日 21:30 |

| セビージャ (1) | 0 - 5    | バルセロナ (1)                                                                    |
|                | レポート | L・スアレス 14分, 40分 · メッシ 31分 · イニエスタ 52分 · コウチーニョ 69分 (pen.) |

| ワンダ・メトロポリターノ, マドリード 主審: ヘスス・ヒル・マンサーノ |

| セビージャ | バルセロナ |

| GK                           | 13 | ダビド・ソリア           |      |      |
| RB                           | 16 | ヘスス・ナバス           |      |      |
| CB                           | 25 | ガブリエル・メルカド     | 34分 |      |
| CB                           | 5  | クレマン・ラングレ       |      |      |
| LB                           | 18 | セルヒオ・エスクデロ     | 38分 |      |
| CM                           | 15 | スティーヴン・エンゾンジ |      |      |
| CM                           | 10 | エベル・バネガ           |      |      |
| RW                           | 17 | パブロ・サラビア         |      | 82分 |
| AM                           | 22 | フランコ・バスケス       | 74分 | 86分 |
| LW                           | 11 | ホアキン・コレア         |      | 46分 |
| CF                           | 20 | ルイス・ムリエル         |      |      |
| サブメンバー                 |    |                          |      |      |
| GK                           | 1  | セルヒオ・リコ           |      |      |
| DF                           | 3  | ミゲル・ラユン           |      | 82分 |
| DF                           | 6  | ダニエル・カリーソ       |      |      |
| MF                           | 14 | ギド・ピサーロ           |      |      |
| FW                           | 9  | ウィサム・ベン・イェデル |      |      |
| FW                           | 23 | サンドロ・ラミレス       |      | 46分 |
| FW                           | 24 | ノリート                 |      | 86分 |
| 監督                         |    |                          |      |      |
| ヴィンチェンツォ・モンテッラ |    |                          |      |      |

| GK                     | 13 | ヤスパー・シレッセン                 |      |      |
| RB                     | 20 | セルジ・ロベルト                     |      |      |
| CB                     | 3  | ジェラール・ピケ                     |      |      |
| CB                     | 23 | サミュエル・ユムティティ             |      |      |
| LB                     | 18 | ジョルディ・アルバ                   |      |      |
| RM                     | 14 | フィリペ・コウチーニョ               |      | 82分 |
| CM                     | 4  | イヴァン・ラキティッチ               |      |      |
| CM                     | 5  | セルヒオ・ブスケツ                   | 74分 | 76分 |
| LM                     | 8  | アンドレス・イニエスタ               | 67分 | 88分 |
| CF                     | 10 | リオネル・メッシ                     |      |      |
| CF                     | 9  | ルイス・スアレス                     |      |      |
| サブメンバー           |    |                                      |      |      |
| GK                     | 1  | マルク＝アンドレ・テア・シュテーゲン |      |      |
| DF                     | 2  | ネルソン・セメド                     |      |      |
| DF                     | 25 | トーマス・フェルメーレン             |      |      |
| MF                     | 6  | デニス・スアレス                     |      | 88分 |
| MF                     | 15 | パウリーニョ                         |      | 76分 |
| FW                     | 11 | ウスマン・デンベレ                   |      | 82分 |
| FW                     | 17 | パコ・アルカセル                     |      |      |
| 監督                   |    |                                      |      |      |
| エルネスト・バルベルデ |    |                                      |      |      |

| コパ・デル・レイ 2017-2018 優勝 |
| ------------------------------- |
| バルセロナ 4大会連続30回目      |